# روزانا ديسوتو
روزانا ديسوتو (بالإنجليزية: Rosanna DeSoto)‏ (و. 1950 – م) هي ممثلة تلفزيونية، وممثلة أفلام، وممثلة من الولايات المتحدة الأمريكية. ولدت في سان هوزيه، كاليفورنيا.

## وصلات خارجية
- روزانا ديسوتو على موقع IMDb (الإنجليزية)
- روزانا ديسوتو على موقع ألو سيني (الفرنسية)
- روزانا ديسوتو على موقع أول موفي (الإنجليزية)
- روزانا ديسوتو على موقع قاعدة بيانات الفيلم (الإنجليزية)
- روزانا ديسوتو على موقع كينوبويسك (الروسية)